# ぜんじろう
ぜんじろう（1968年1月30日 - ）は、日本のお笑いタレント。本名、金谷 善二郎（かなたに ぜんじろう）。
兵庫県姫路市出身。
兵庫県立姫路南高等学校卒業、大阪芸術大学芸術学部デザイン学科中退。師匠は上岡龍太郎。

## 来歴

### デビュー前
高校在学時、「親元から離れたい」という思いがあり、仕送りを貰いながら、独り暮らしのできる生活環境を望んで、大学進学を希望。大阪芸術大学環境計画学科を受験したが、高校時の成績は451人中451番であった為、本人も合格するとは真剣に思っておらず、入試の日まで大学がどこにあるのかも知らなかった。その為か、入試会場に遅刻する事になる。木の枝を描くという実技試験の内容に対し、「なんかどうでもええわ。ようわからんし、適当に描いとこ」と花瓶のみならず、教室全体までも絵にして提出した。面接試験時、その絵を観た面接官教授から「なぜ、周りの風景も書いたのか?」と問われ、「見る物全てが芸術ですから」と返すと、その答えに納得した様子の教授から「いつから、絵を?」と尋ねられ、「中2の時スペインに行ってからです」という嘘で答えた。教授は「私と同じだ!」と驚き、面接試験は合格となり同校の入学試験に合格した。しかし、大学入学後、夏頃に退学している。本人のインタビューによると、「ハナからデザインに興味などないので、大学に通う気はなかったんです。大阪芸大が、あんな山の中にある事に驚きましたしね。親が大学に支払う授業料も欲しくなって、自分の懐に入るように細工してました。おかげで、仕送りも含めて、結構なお金を持ってたんです。親にバレるまで、悠々自適の生活でした。ヒドイ話ですけどね」との事である。
大阪にて友人と遊んでいた時、ウケ狙いで楽屋から出たばかりの上岡龍太郎に「弟子にして下さい」と言った所、人相を見て驚愕した上岡は「お?ええよ」と承諾し、上岡の弟子になった。　

### 若手時代
弟子修行時代を経て、吉本興業に所属。関西ローカルのテレビ番組『気分はジャマイカ』に出演。この当時は、自分を吉本にスカウトした人物からの指示でラッキーぜんじろうと名乗らされていた。
その後、ぜんじろうに改名し、同事務所の月亭かなめと漫才コンビかなめ・ぜんじろうを結成。コンビ結成から、わずか4日後に開催された1988年、第9回今宮子供えびすマンザイ新人コンクールに出場し、福笑い大賞を受賞した。
翌年の1989年、芸人の登竜門である第10回ABCお笑いグランプリに出場。優勝候補大本命だった130R（板尾創路・ほんこん）を押しのけて、最優秀新人賞を受賞し、突如、関西若手芸人のトップグループに位置した。林正之助吉本興業会長が、この生放送の彼らの漫才を観て「エンタツ・アチャコの再来じゃ!」とまでに絶賛した。1989年第24回上方漫才大賞新人奨励賞を受賞。この年度の上方漫才大賞受賞者はダウンタウンで、奨励賞はトミーズであった。更に、同年の第18回上方お笑い大賞では、銀賞を受賞するなど、芸人として大きく期待される存在となった。
だが程なくしてかなめ・ぜんじろうは解散。理由は、急激に成功した反動のプレッシャーでかなめが神経を疲労させた為であった。ぜんじろうは再びピン芸人としての活動を開始する。コンビ解散後は、深夜のラジオ番組の仕事をメインに活動を行うが、当時レギュラーだった深夜ラジオ番組『ぜんじろうの真夜なかん!かん!』にて、自分独自の過激な笑いを追及し、何度も暴走を続けてしまう。結果、番組共演者や制作スタッフ達に疎んじられ、彼らに番組を辞められてしまう事態を招き、事務所から得ていた好評価を急激に落としてしまった。
このラジオ番組の仕事と並行して、心斎橋筋2丁目劇場のステージにも出ていた。2丁目劇場の客層筋は、主に若い女性達だったが、彼女達は、”ダウンタウンと、ダウンタウンと絡む事が多い芸人達”を観る事だけを目当てに来場しており、ダウンタウンと絡む事がない芸人の出番に対しては、あからさまに失礼な態度をとった。出番と同時にトイレに立ち上がる、お菓子を食べながら漫画や文庫本を読み出す、隣人とお喋りをはじめるなどの行為である。このように、彼女達は舞台上に出てきた”ダウンタウンと関係のない芸人達”を徹底的に冷遇した。ぜんじろうも「彼女達に無視をされる」芸人の一人であった。
この女性客達の態度に憤慨したぜんじろうは、出番上で不遇の扱いを受けた芸人同士によるユニットしねしね団を発案、結成する。これが後に、ナインティナインや雨上がり決死隊など、テレビ界を席巻する人気者達のいた集団吉本印天然素材へと発展する流れになっていくのだが、このユニットを、いずれダンスがメインのアイドル芸人グループとして売り出そうと考えた吉本の方針に異議を唱えた結果、ユニット発案者のぜんじろうが、ユニットのメンバーから外されてしまった。
その後は再びラジオ番組の仕事のみという活動状況に戻り、主だったテレビや舞台の仕事もなく、事務所との溝も埋まらずじまいのままであった。ぜんじろうの不遇状況を見かねた大﨑洋の薦めにより、ぜんじろうは、以後しばらくラッパーとして活動する。月亭可朝のコミックソング「嘆きのボイン」のカバーに携わったり、ラジオ番組のヘビーリスナーに、外国人タレントを呼ぶイベント会社の人物がいた関係から、アイス・キューブの前座を務めたりするなど、稀有な経験をしている。
1990年に「ザ・テレビ演芸」の勝ち抜きコーナーに挑戦するも、チャンピオンの浅草キッドに敗退した。

### 全国区進出
1992年秋、毎日放送から関西ローカルの深夜番組『テレビのツボ』の司会の話が持ちあがり、ぜんじろうは、大桃美代子・藤岡久美子とコンビを組んで、司会者として活動を開始する。「放送時間はド深夜」と「超低予算の手作りセット」にくわえ「破格に安いギャラ」という悪条件が揃っていたが、徐々に若者人気を博していき、結果、テレビのツボは、関西一円での人気番組となった。このテレビのツボの成功によって毎日放送は、月曜日から金曜日の夕方16時～17時の時間帯にて、ぜんじろうをメイン司会に起用し、同じく大桃・藤岡とコンビを組ませて、『屋台の目ぇ』という情報番組を開始した。
ぜんじろうへの期待は大きく、吉本と毎日放送から「平成の明石家さんま」という触れ込みで大々的に売り出され、全盛時のレギュラー本数は17本を獲得した。1995年からは東京に進出し、『超天才・たけしの元気が出るテレビ!!』のレギュラーや、『ぜぜぜのぜんじろう』、『東京Jr.ジャンク』のメインMC、オールナイトニッポン二部など全国ネットのレギュラーを持つようになり、大阪吉本から東京吉本へと移籍した。
しかし、東京の業界人が求めるものと、ぜんじろうの資質との間には元々大きなギャップがあったことから、東京で抱えた番組は全て降板する事になった。「関西で成功したぜんじろうに、東京のテレビマンは、何をさせたらいいのかよくわからなかった」のである。「関西で司会者として大成功しているらしい」という前評判だけがあり、ぜんじろうのスタイルがわからなかった。「平成の明石家さんま」という触れ込みから、「さんまのものまね芸人」や「さんまのようなMCスタイルの芸人」なのだろうと誤解され、その手の仕事を割り振られたのも、うまくいかなかった一因となった。「上岡龍太郎の弟子」として、知性的な毒舌タレントの役割を期待された仕事もあったが、それもハマらなかった。
当時のぜんじろうには「あかん。仕事がうまくいかへん」という自覚が強くあったが、東京吉本に移籍してきて結果を出したい焦りと、自分についたマネージャーが新人だったという事もあり、自分に来た仕事を全て受けてしまった。関西のぜんじろうは「気さく、明るく、よく喋る、親近感のあるお兄ちゃんキャラ」だが、これが東京では「馴れ馴れしい、はしゃぎすぎ、うるさい人」という低評価になり、ぜんじろう自身、東京に対するアウェー感も拭えず、空回りを続けた。
最終的には、テレビ局に入るとすぐに楽屋入りしてひたすら1人で引きこもり、出番までは誰とも一切コミュニケーションをとらないように行動、出番を終えたらすぐに帰宅して自宅に引きこもるという状態に陥る。関西からナインティナイン・ロンドンブーツ1号2号が本格進出し、東京で爆笑問題やネプチューンらのボキャブラ芸人がブレイクすると、ぜんじろうは東京のテレビから姿を消した。

### 1998年以降の活動
アメリカに一生住んでジャパニーズ・アメリカンになってもいい覚悟で1998年からは活動の場を海外へと移した。向かった先は、まずは、ニューヨーク、ロサンゼルス、その後シカゴのChicago Comedy Festivalでプロデューサーに見い出されシカゴに拠点を置く。
1999年、NewZealand Comedy Festivalに正式招待。
2000年にNHK教育『はじめよう英会話 松本茂のスタンダード40』がスタート。また、映画『PP兄弟』に出演し、スティーヴン・セガールの実子・剣太郎セガールとともに兄弟漫才コンビ役を演じた。この映画は、翌2001年のサンダンス映画祭などに出品された。
2001年、この頃から日本に戻って仕事をし、海外での仕事は日本から出向く。同年のM-1グランプリに大森かほりと『かほじろう』というコンビで出場し、3回戦まで進出した。
2002年、北米のコメディ・フェスティバル、Just for Laughsに正式招待。TV Galaに出演する。
2003年には海外のComedy festivalの経験を日本に輸入し、フジテレビ主催のTokyo International Comedy Festivalの企画を推薦（2年で終了）。オランダのテレビ番組『laynsman is late』やアメリカのTVHBOの番組『Stand up night』に出演、台湾で『善二郎公演』の単独ライブも行う。
2004年には、アメリカ人のコメディアン マイケル・ネイシュタットと日米合作コンビ、すしぶらざーずで漫才なども行う(現在相方のマイケルはロサンゼルスのSecond Cityという即興のコメディーグループでコメディアンとして活動中の為すしぶらざーずの活動は、2008年より一旦休止)。また、Sweden TV『late night』にゲスト出演。
日本国内では毎月1回の定期公演を開催したり、吉本興業主催のピン芸コンクールR-1ぐらんぷりに出場したりしている。また、高校時代の後輩でもある種浦マサオとともに、芸人・ミュージシャンと、枠を超えた活動を展開。
2005年からは「外に出向く事より日本の内に向けた事」に興味が湧き、インターネットからデジゼンといったWeb上のトークも個人発信する。NEC製の自立型のパーソナルロボット・PaPeRo 2005 パペじろうと漫才を始める。それによって障害者ニュースにも取り上げられる。
2006年頃からはロボットと漫才をする事により「笑いのシステム」や「間と空気」などアカデミックな活動に興味を持ち、学会や研究発表にも国内外を問わず参加。
オーストリア、シンガポール、オーストラリア、韓国、フランスなどからオファーをうけ、ロボットとの公演や「笑いとロボット」などの講演を行っている。
2009年には村上ショージとややウケちょいウケなるコンビを結成して活動。
ブログやTwitterやYouTubeなどのインターネットメディアを活用することも多く、現在、日々の活動内容の一般公開はこれらを通じて行っている。また毎週土曜日の12時〜自宅より「zenjiro show」という番組をかつてはUstream、現在はFacebookとYouTubeにて生放送で行っている。

### 安倍晋三銃撃事件をめぐる軋轢
2022年7月8日、参議院選挙投票日前日に元首相の安倍晋三が奈良市内で銃撃され死亡した。
それに先立って6月4日、選挙戦突入を前に開かれた東京都池袋駅西口で開かれたれいわ新選組の街頭演説会の間をつなぐ余興に招かれたぜんじろうは、
「麻生大臣と安倍元首相と森喜朗が乗った飛行機が墜落しました。助かったのはだれか？ 日本国民」
という小ネタを披露したところ、党の支持者からは大いに受けた。一方、その政治諷刺の動画はSNSで拡散され、深刻に見た閲覧者からは「不謹慎」との非難が早くから起こっていた。
折しも翌月、銃撃事件が発生してしまったことでぜんじろうも自身のTwitter上で安倍の救命を祈るコメントを発したものの、予想外の事態に動揺した支持者などで再び批判が押し寄せることとなった。
7月13日、ぜんじろうは「善人ほど早死って言うから、安倍さんは不死身かと思ってましたが、、謹んでお悔やみ申し上げます」(後に削除)と独特の言い回しで追悼をしつつ
「対立してもいろんな意見を主張し合う世の中がいいに決まってます。コメディはその潤滑油になるべきだと思います」
「権力や暴力で発言を封じるのは絶対にダメだと確信しました」
と釘を刺した。
その後も国葬問題で、
「国葬は、お布施も戒名も位牌もいらないとされる創価学会。自民党さんと仲良しの公明党さんが仕切るんでしょうか?もしくは、旧統一教会葬にするのか、お互いが揉めないかそれが心配です(笑)」
と皮肉を綴り、SNS上では「ひどすぎる」「ネタにしていいことではない」「一線を越えてる」「言って良い事と悪い事の判別が全くできてない」「コメディアン云々ではなく人としてダメ」などと激しい拒絶反応を受けて炎上した。
以上の諷刺はあくまで政治のみならず宗教、人種差別、下ネタといった社会問題を正面から扱い、ときには観客を不快にさせるであろうタブーも伴う「オルタナティヴコメディ」の定石で、ホワイトハウス特派員協会などアメリカ大統領を前にした晩餐会のスピーチでも披露されるようなディスリスペクトの様式に徹していたに過ぎない。
ただしそのスタイルがゆえ、日本において死者を弔う者としての心情を損なうことになるのも確かに由々しき事態であった。

## 受賞歴
月亭かなめ・ぜんじろうとして
- 1988年 第9回今宮子供えびすマンザイ新人コンクール 福笑い大賞
- 1989年 第10回ABCお笑い新人グランプリ 最優秀新人賞
- 1989年 第24回上方漫才大賞 新人奨励賞
- 1989年 第18回上方お笑い大賞 銀賞

ピン芸人として
- 1998年 第5回 L.A.Comedy Store Stand Up Competition 第2位、及びモストユニーク賞
- 2015年 第1回タイ国際コメディフェスティバル 優勝
- 2016年 第1回全米サクラメントコメディ大会 4位

その他
- 2001年 第1回M-1グランプリ 3回戦進出 ※大森かほりとのコンビ「かほじろう」として

## 出演

### 日本でのテレビ番組
- 気分はジャマイカ（1988年、読売テレビ） - ラッキーぜんじろう名義で出演。
- おとなのえほん（1988年、サンテレビ）
- 怒涛のくるくるシアター（1990年 - 1992年、読売テレビ ）
- 上岡龍太郎にはダマされないぞ!（1990年 - 1996年、フジテレビ）- レギュラー
- 探偵!ナイトスクープ（1990年、朝日放送（現・朝日放送テレビ））
- グッバイ・エンジェル2（1991年、中部日本放送（現・CBCテレビ））
- 吉本印天然素材（1991年、日本テレビ）
- ナベさんミッちゃんのまねまね天国!（1991年、テレビ東京）
- テレビのツボ（1992年 - 1995年、毎日放送）
- アッコにおまかせ!（1993年、TBS）
- ビーナスの銷骨（1993年、フジテレビ）
- ええにょぼ（1993年、NHK総合）
- ぜんぜんこども（1993年、毎日放送）
- 屋台の目ぇ（1993年 - 1994年、毎日放送）
- クイズ関西人の脳みそ（1994年、関西テレビ）
- ゲームのツボ（1994年、毎日放送）
- 八代将軍吉宗（1995年、NHK総合） - 九助役で出演。
- ぜぜぜのぜんじろう（1995年、日本テレビ）
- 東京Jr.ジャンク〜土曜は放課後〜（1995年、日本テレビ）
- 週刊テレビのツボ（1995年 - 1996年、毎日放送）
- クイズGoGoZ（1995年 - 1996年、毎日放送）
- 超天才・たけしの元気が出るテレビ!!（1995年 - 1996年、日本テレビ）
- 紳助の人間マンダラ（1996年 - 2002年、関西テレビ）
- プーミン!（1996年、毎日放送）
- ぜろ（1996年、毎日放送）
- ウンバラ!（テレビ埼玉）- 司会
- はじめよう英会話 松本茂のスタンダード40（2000年、NHK教育）
- ぜんじろう 世界の美女探しの旅（2000年、旅チャンネル/全4回放送）
- ぜんタネ（2001年 - 2009年、スカイパーフェクTV! EXエンタテイメント） - 種浦マサオとのコンビで出演。
- 土曜マガジンパロパロ（2001年 - 2003年、テレビ静岡）
- あっぱれ!KANAGAWA大行進（2002年 - 2004年、tvk） - 第1期・第2期の司会を担当。
- スタメンBAND（2002年4月7日 - 9月15日、テレビ東京）[8]
- あっぱれ!年越大行進（2002年12月31日、tvk） - saku sakuとあっぱれ!KANAGAWA大行進のコラボレーション特番。
- ナニワ金融道・6（2005年1月3日、フジテレビ） - パーティー会場の司会者役で出演。
- ラスト・プレゼント（2005年6月11日、テレビ朝日） - 司会者役で出演。
- Pinkの遺伝子（2005年、テレビ東京） - 花村恵役で出演。
- 牙狼-GARO-（2005年、テレビ東京） - 12話 おもちゃおじさん/ノウル人間体役で出演。
- 恋する!?キャバ嬢（2006年1月22日、テレビ東京） - 三枝葉一役で出演。
- ドリームキャッチャー（2007年 - 2008年、テレビせとうち）
- ッチャうまいっ!!（2008年、福井テレビ）
- 大人の自由時間 〜西川のりおの言語道断〜（2008年 - 2009年、BS11）
- ASTROBOY A ROBOLAND（2008年12月18日・25日、NHKデジタル衛星ハイビジョン） - ロボットと漫才。
- 美の巨人たち（2009年、テレビ東京） - 小出楢重役で出演。
- 慰謝料弁護士〜あなたの涙、お金に変えましょう〜（2014年2月27日、読売テレビ） - 男性調停委員役で出演。

### 海外でのテレビ番組
- Gala（1999年）New zealandTV ニュージーランド - ネタ出演。
- Stand up night（2001年）Chicago CATV アメリカ -  ネタ出演。
- Lee Evans show (2002年）Ireland TV アイルランド - ネタ出演。
- Comedy night（2003年）Channel2 オーストラリア - ネタ出演。
- Comedy olympic（2003年）Channel4 イギリス - ネタ出演。
- Raymond Is Laat（2003年）Dutch TV4 オランダ - ネタ出演。
- stand up night（2003年）HBO　アメリカ - ネタ出演
- late night（2005年）SwedenTV スウェーデン - すしぶらざーずで出演。
- Japanorama（2006年）BBC イギリス - ロボットと出演。
- Comedy zone（2006年）Denmark channel2 デンマーク - ゲスト出演。
- World of comedy（2006年）Sweden TV スウェーデン - ゲスト出演。
- Republic of Singapore（2007年）CH2 シンガポール - インタビュー出演。
- ASTROBOY A ROBOLAND（2008年）フランス マルク・キャロ監督 - ロボットと出演。
- Turning Japanese（2011年）BBC5 イギリス - Justin Collins showと共演。

### ラジオ番組
- 余談タイムズ（1990年）TBSラジオ
- 有限会社ぜんじろう（1990年）TBSラジオ
- 有限会社ぜんじろう2（1992年）TBSラジオ
- 夜のおもちゃ ぜんじろげっ!（1994年10月 - 1995年3月）ニッポン放送
- ぜんじろうのオールナイトニッポン（1995年4月 - 1996年8月）ニッポン放送 - 木曜第2部を担当
- CAN. CAN. POP FREAKS（1989年）ラジオ関西
- ポップカンカンベストテン（1990年）ラジオ関西
- ぜんじろうの真夜なかん!かん!（1991年）ラジオ関西
- ぜんじろうの真夜なかん!かん!Z（1992年）ラジオ関西
- MBSヤングタウン（1989年2月 - 1999年3月）MBSラジオ - 当初は嘉門達夫やその他のメンバーとともに火曜を担当。その後は種浦マサオとのコンビで日曜を担当。
- ラジオQ（1991年）ラジオ大阪
- ぜんじろう Radio Show!（2020年11月 - 2022年3月）東海ラジオ[9]

### 映画
- SUN,RUN,GUN 脳みそぶっぱなしツアー1泊2日（1997年 - 監督、脚本、主演。
- PP兄弟（2002年）日仏合作 - 主演。いくお役。
- 吉本映画100企画 クレイアニメ作品 Paradise Paradise（2007年）- 監督、脚本、主演。
- 吉本ノンバーバル短編映画 Delirious（2008年）- 監督、脚本、主演。
- デメキング（2009年）- 原作いましろたかし、監督寺内康太郎、亀岡の父役。
- 僕たちのプレイボール（2010年）- 新庄剛志プロデュース、野球部の監督役。

### Vシネマ
- 怒りのZEN（1995年）- 企画、脚本、出演。
- 難波金融伝・ミナミの帝王「闇の裁き」（2002年）

## CM

### 国内CM
- 英会話トーザ外語学院（1994年 - 1995年）
- KIRIN BEER 関西限定版（1997年）
- Trident シュガーレスガム（1997年 - 1998年）
- スーパーごっくん（2008年）- 清涼飲料水のキャンペーンCM

### 海外CM
- Ed burn Just for laugh（2003年）Network2 イギリス - テレビ番組宣伝

### アニメ
- こどものおもちゃ（1996年 - 1998年）テレビ東京 - ぜんじろう役の声優を担当。

### ゲーム
- マカロニほうれん荘インタラクティブ（1995年、東芝EMI、3DO）- 伊達兄樹役の声優を担当。

### 新聞
- 毎日新聞大阪版夕刊に一面でロボット漫才が取り上げられた。

## 楽曲

### ディスコグラフィ
- 音楽のル・ツボ（1993年4月）ポリスター
- にぎりめしの歌（1993年12月）ポリスター - 屋台の目ぇエンディングテーマ。

### コーラス参加
- WE ARE THE 魚屋のオッサン '91、ツッコミドレミファドン（1991年3月）ビクター - 嘉門達夫のアルバム『宴』収録曲。

### 詩提供
- FUTAMATA 女性篇 〜アッシー君とツクシンボ〜（1990年3月）ビクター - 嘉門達夫の同名シングル収録曲。
- 鼻から牛乳[10]（1992年4月）ビクター - 嘉門達夫の同名シングル収録曲。
- 姫路おでん探検隊!オデンジャーのテーマ曲（2007年6月）ドリーミュージック - 種浦マサオのシングル『関西人in Tokyo』収録曲。

## 著書

### 自著
- 俺にもできた 恋愛・ビジネス英語活用マル秘本（2001年12月）たる出版 ISBN 978-4924713673
- それでもオレはアメリカへ行った（2002年4月）オークラ出版 ISBN 978-4872789133

### 寄稿
- テレビのツボ（1993年8月）毎日放送テレビ制作局・プラザ・青心社、ISBN 978-4878920431